# Collabium
Collabium es un género con 20 especies de orquídeas de hábitos terrestres. Se encuentra en el sudoeste de Asia.

## Descripción
Es una planta simpodial, glabrosa, terrestre con una hoja emergiendo del pseudobulbo o una inflorescencia pero nunca ambos. Las hojas son elípticas y tiene peciolos. La inflorescencia es alargada y nunca ramificada y tiene brácteas florales persistentes, las flores son recogidas con sépalos y pétalos libres y labelo trilobulado y una columna semicircular.

## Taxonomía
El género fue descrito por Carl Ludwig Blume y publicado en Bijdragen tot de flora van Nederlandsch Indië 8: 357. 1825.
Etimología
Collabium: nombre genérico que se refiere al labio que abraza la columna como un collar.

## Especies
| - Collabium acuticalcar - Collabium annamense - Collabium aneitycumensis - Collabium assamicum - Collabium balansae - Collabium bicameratum - Collabium carinatum - Collabium chapaense - Collabium chinense - Collabium chloranthum | - Collabium delavayi - Collabium evrardii - Collabium formosanum - Collabium nebulosum - Collabium papuanum - Collabium pumilum - Collabium simplex - Collabium uraiense - Collabium vesicatum - Collabium wrayi |